# Championnats d'Afrique de judo 2025
Navigation
Édition précédente Édition suivante
Les Championnats d'Afrique de judo 2025 se déroulent du 25 au 28 avril 2025 au Palais des sports de Treichville à Abidjan, en Côte d'Ivoire.

## Nations participantes
- Afrique du Sud (11)
- Algérie (17)
- Angola (18)
- Bénin (7)
- Cameroun (10)
- République centrafricaine (1)
- Côte d'Ivoire (17)
- Djibouti (1)
- Égypte (16)
- Gabon (1)
- Gambie (2)
- Guinée (8)
- Kenya (11)
- Madagascar (5)
- Mali (1)
- Maroc (8)
- Maurice (1)
- Niger (13)
- Nigeria (4)
- Sénégal (13)
- Seychelles (3)
- Togo (4)
- Tunisie (17)
- Zambie (1)

## Podiums

### Femmes
| Épreuves                          | Or                                 | Argent                | Bronze                             |
| --------------------------------- | ---------------------------------- | --------------------- | ---------------------------------- |
| Moins de 48 kg poids super-légers | Oumaima Bedioui (TUN)              | Houaria Kaddour (ALG) | Maria Segunda (ANG)                |
| Moins de 48 kg poids super-légers | Oumaima Bedioui (TUN)              | Houaria Kaddour (ALG) | Noura Salem (EGY)                  |
| Moins de 52 kg poids mi-légers    | Soumiya Iraoui (MAR)               | Faïza Aissahine (ALG) | Chaima Sidaoui (TUN)               |
| Moins de 52 kg poids mi-légers    | Soumiya Iraoui (MAR)               | Faïza Aissahine (ALG) | Marie Céline Baba Matia (CMR)      |
| Moins de 57 kg poids légers       | Mariana Esteves (GUI)              | Andreza Antonio (ANG) | Khadidja Bekheira (ALG)            |
| Moins de 57 kg poids légers       | Mariana Esteves (GUI)              | Andreza Antonio (ANG) | Tassnim Roshdy (EGY)               |
| Moins de 63 kg poids mi-moyens    | Jasmine Martin (RSA)               | Chaimae Taibi (MAR)   | Fatma Ghanem (EGY)                 |
| Moins de 63 kg poids mi-moyens    | Jasmine Martin (RSA)               | Chaimae Taibi (MAR)   | Amina Belkadi (ALG)                |
| Moins de 70 kg poids moyens       | Aina Laura Rasoanaivo Razafy (MAD) | Zita Biami (CMR)      | Diassonema Mucungui (ANG)          |
| Moins de 70 kg poids moyens       | Aina Laura Rasoanaivo Razafy (MAD) | Zita Biami (CMR)      | Wided Rajhid (TUN)                 |
| Moins de 78 kg poids mi-lourds    | Marie Branser (GUI)                | Arij Akkab (TUN)      | Georgika Wesly Djengue Moune (CMR) |
| Moins de 78 kg poids mi-lourds    | Marie Branser (GUI)                | Arij Akkab (TUN)      | Dyhia Benchallal (ALG)             |
| Plus de 78 kg poids lourds        | Siwar Dhawedi (TUN)                | Meroua Mammeri (ALG)  | Sarra Mzougui (TUN)                |
| Plus de 78 kg poids lourds        | Siwar Dhawedi (TUN)                | Meroua Mammeri (ALG)  | Crislayn Rodrigues (ANG)           |

### Hommes
| Épreuves                          | Or                           | Argent                      | Bronze                      |
| --------------------------------- | ---------------------------- | --------------------------- | --------------------------- |
| Moins de 60 kg poids super-légers | Youssry Samy (EGY)           | Leonardo Barrios (ANG)      | Ahmed Alaoui (MAR)          |
| Moins de 60 kg poids super-légers | Youssry Samy (EGY)           | Leonardo Barrios (ANG)      | Fraj Dhouibi (TUN)          |
| Moins de 66 kg poids mi-légers    | Edmilson Pedro (ANG)         | Mouhamedou Mboup (es) (SEN) | Abderrahmane Boushita (MAR) |
| Moins de 66 kg poids mi-légers    | Edmilson Pedro (ANG)         | Mouhamedou Mboup (es) (SEN) | Rachid Cherrad (ALG)        |
| Moins de 73 kg poids légers       | Hassan Doukkali (MAR)        | Alaeddine Ben Chalbi (TUN)  | Ahmed Mehibel (ALG)         |
| Moins de 73 kg poids légers       | Hassan Doukkali (MAR)        | Alaeddine Ben Chalbi (TUN)  | Messaoud Dris (ALG)         |
| Moins de 81 kg poids mi-moyens    | Abdelrahman Abdelghany (EGY) | Valentin Houinato (BEN)     | Timothy Meuwsen (RSA)       |
| Moins de 81 kg poids mi-moyens    | Abdelrahman Abdelghany (EGY) | Valentin Houinato (BEN)     | Namory Keita (SEN)          |
| Moins de 90 kg poids moyens       | Achraf Moutii (MAR)          | Abdelaziz Ben Ammar (TUN)   | Rémi Feuillet (MRI)         |
| Moins de 90 kg poids moyens       | Achraf Moutii (MAR)          | Abdelaziz Ben Ammar (TUN)   | Aly Abdelaal (EGY)          |
| Moins de 100 kg poids mi-lourds   | Abdalla Abdelsamea (EGY)     | Omar Elramly (EGY)          | Rayane Benatia (ALG)        |
| Moins de 100 kg poids mi-lourds   | Abdalla Abdelsamea (EGY)     | Omar Elramly (EGY)          | Koussay Ben Ghares (TUN)    |
| Plus de 100 kg poids lourds       | Mohamed Aborakia (EGY)       | Mbagnick Ndiaye (SEN)       | Mustapha Bouamar (ALG)      |
| Plus de 100 kg poids lourds       | Mohamed Aborakia (EGY)       | Mbagnick Ndiaye (SEN)       | Piter da Silva (ANG)        |

### Par équipes
| Épreuves | Or | Argent | Bronze |
| -------- | --- | --- | --- |
| Mixte    | Égypte- Tassnim Roshdy - Farida Magdy - Fatma Ghanem - Safa Soliman - Fares Ibrahim - Abdelrahman Abdelghany - Abdalla Abdelsamea | Algérie- Khadidja Bekheira - Amina Belkadi - Meroua Mammeri - Messaoud Dris - Lokmane Daroul - Mustapha Bouamar | Tunisie- Oumaima Bedioui - Mariem Jmour - Wided Rajhid - Ons Romdhani - Siwar Dhawedi - Alaeddine Ben Chalbi - Abdelaziz Ben Ammar - Koussay Ben Ghares                         |
| Mixte    | Égypte- Tassnim Roshdy - Farida Magdy - Fatma Ghanem - Safa Soliman - Fares Ibrahim - Abdelrahman Abdelghany - Abdalla Abdelsamea | Algérie- Khadidja Bekheira - Amina Belkadi - Meroua Mammeri - Messaoud Dris - Lokmane Daroul - Mustapha Bouamar | Angola- Andreza Antonio - Diassonema Mucungui - Crislayn Rodrigues - Fernanda Quimbira - Zeferino Gabriel - Rodrigo Fernando - Adriano Tchissende - Piter Da Silva - Deny Silva |

## Tableau des médailles individuelles
- Pays organisateur ( Côte d'Ivoire)

| Rang  | Nation | Or | Argent | Bronze | Total |
| Total | Total  | -  | -      | -      | -     |
| ----- | ------ | -- | ------ | ------ | ----- |